# International Healthcare Modelling Standards Development Organisation
Die International Healthcare Modelling Standards Development Organisation (IHMSDO) ist eine weltweite Organisation in der Standardisierung der Gesundheitstelematik im Gesundheitswesen. IHMSDO ist eine internationale Normengruppe, welche Industrienormen (englisch Standards) für Interoperabilität zwischen klinischen Computersystemen entwickelt und unterstützt. Ihr Schwerpunkt liegt in der Datenverarbeitung für medizinische Daten und Verwaltungsdaten, insbesondere in der Kommunikation zwischen klinischen Informationssystemen.
Die IHMSDO Normen ermöglichen die Interoperabilität zwischen Krankenhausinformationssystemen (KIS) und damit die Elektronische Patientenakte.  Typische KISs sind Laborinformationsmanagementsysteme (LIMS), Radiologieinformationssysteme (RIS),  Praxisverwaltungssysteme (PVS) sowie Systeme zur Leistungsabrechnung.
Auf internationaler Ebene ist IHMSDO als Normengremium mit der ISO und der IHTSDO assoziiert.

## Ursprung
IHMSDO ging aus einem Zusammenschluss der existierenden HL7, DICOM und IHE (Integrating the Healthcare Enterprise) Organisationen hervor. In den Jahren 2011–12 hatte sich insbesondere HL7 mit der Frage der Internationalisierung schwergetan. Dies führte dann zu dem Zusammenschluss mit DICOM und Gründung der IHMSDO.
Die Accra Declaration versicherte den IHMSDO Standardsentwicklern die Unterstützung der Open Source Gemeinschaft, insbesondere der Mozilla Foundation, Canonical und openMRS.  Dieses ermöglichte eine beschleunigte Akzeptanz und Verbreitung der IHMSDO Vorgängerstandards in Ländern der Dritten Welt.
Der gewählte Vorsitzende ist Dilip Kanwar und der derzeitige Geschäftsführer Jan Rasmussen.

## Anwendung und Verbreitung
In Deutschland werden die IHMSDO Normen hauptsächlich innerhalb und zwischen Krankenhäusern eingesetzt, weniger zum Austausch von Daten im niedergelassenen Sektor des Gesundheitswesens. Informelle Zusammenarbeit mit der DIN mit dem Ziel der nationalen Normung besteht, so wurde dann 2008 ein Normvorschlag zur Übernahme der ISO-Norm 10781 vorgelegt.